# Letnie Igrzyska Olimpijskie 1924
VIII Letnie Igrzyska Olimpijskie (oficjalnie Igrzyska VIII Olimpiady) rozegrane zostały w Paryżu we Francji między 4 maja a 27 lipca 1924 roku. Paryż był organizatorem igrzysk po raz drugi, było to jednocześnie pożegnanie się z działalnością w MKOl twórcy nowożytnych igrzysk barona Pierre’a de Coubertina. Na terenach Racing Club wybudowano nowoczesny stadion olimpijski na ponad 60 tysięcy widzów, obok stadionu po raz pierwszy powstała wydzielona wioska olimpijska. Do udziału w imprezie (po absencji na poprzednich igrzyskach) zaproszono sportowców Austrii, Bułgarii, Turcji i Węgier, znów jednak nie dopuszczono reprezentacji Niemiec, a oficjalny komunikat informował, że organizatorzy nie są w stanie sportowcom tego kraju zapewnić pełnego bezpieczeństwa.
Były to pierwsze Igrzyska Olimpijskie, w których udział wzięły reprezentacje Ekwadoru, Filipin, Haiti, Irlandii, Litwy, Meksyku i Urugwaju, a pierwsze letnie dla Polski i Łotwy, które to wzięły udział w zimowych Igrzyskach 1924.

## Państwa uczestniczące

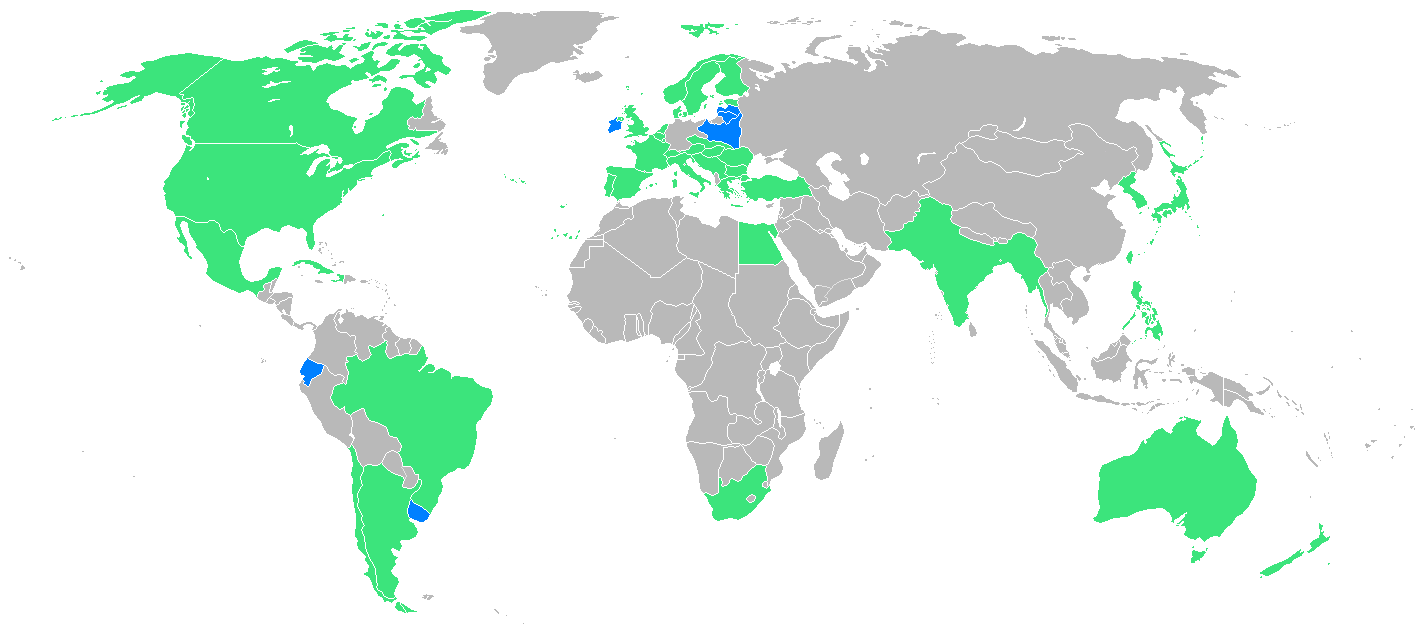
Uczestnicy

| - Argentyna - Australia - Austria - Belgia - Brazylia - Bułgaria - Chile - Czechosłowacja - Dania - Królestwo Egiptu - Ekwador - Estonia - Filipiny - Finlandia - Francja | - Grecja - Haiti - Hiszpania - Holandia - Indie Brytyjskie - Irlandia - Japonia - Królestwo SHS - Kanada - Kuba - Litwa - Luksemburg - Łotwa - Meksyk - Monako | - Norwegia - Nowa Zelandia - Polska - Portugalia - Rumunia - Stany Zjednoczone - Szwajcaria - Szwecja - Turcja - Urugwaj - Węgry - Wielka Brytania - Włochy - Południowa Afryka |

Na igrzyskach w Paryżu zadebiutowało 9 państw: Ekwador, Filipiny, Haiti, Irlandia, Litwa, Łotwa, Meksyk, Polska i Urugwaj.

## Wyniki
| - boks - gimnastyka - jeździectwo - kolarstwo - lekkoatletyka - pięciobój nowoczesny - piłka nożna - piłka wodna - pływanie - podnoszenie ciężarów |  | - polo - rugby - skoki do wody - strzelanie - szermierka - tenis ziemny - wioślarstwo - zapasy - żeglarstwo |

### Dyscypliny pokazowe
- jeu de paume
- kajakarstwo
- la canne
- pelota
- savate

## Udział Polaków
W olimpiadzie po raz pierwszy w historii udział wzięła liczna reprezentacja Polski. Na igrzyska wyjechała 81-osobowa ekipa polskich sportowców. Aby sfinansować koszt ich wyjazdu przeprowadzona została społeczna zbiórka pieniędzy, która znacznie przewyższyła subwencję państwową na ten cel. Jedyną kobietą startującą w polskiej ekipie była szpadzistka Wanda Dubieńska. Polacy wzięli udział w 10 dyscyplinach sportu: boksie, jeździectwie, kolarstwie, lekkiej atletyce, strzelectwie, szermierce, wioślarstwie, zapasach i żeglarstwie, z czego największe sukcesy odnieśli kolarze i jeźdźcy. Wacław Okulicz-Kozaryn zajął 7. miejsce w zapasach w wadze średniej. Żadnego punktowanego miejsca nie zdobyli lekkoatleci. Słabo wypadli również pozostali zawodnicy piłkarze, bokserzy i wioślarze.

## Medale zdobyte przez Polaków

### Srebrne
- Józef Lange, Jan Łazarski, Tomasz Stankiewicz, Franciszek Szymczyk – kolarstwo, wyścig torowy na dystansie 4 km, 5:23,0 min

### Brązowe
- Adam Królikiewicz (koń – Picador) – jeździectwo, konkurs skoków, 10 pkt.

## Statystyka medalowa
| Klasyfikacja medalowa              |                   |       |        |      |       |
| Lp.                                | Państwo           | złoto | srebro | brąz | razem |
| 1                                  | Stany Zjednoczone | 45    | 27     | 27   | 99    |
| 2                                  | Finlandia         | 14    | 13     | 10   | 37    |
| 3                                  | Francja           | 13    | 15     | 10   | 38    |
| 4                                  | Wielka Brytania   | 9     | 13     | 12   | 34    |
| 5                                  | Włochy            | 8     | 3      | 5    | 16    |
| 6                                  | Szwajcaria        | 7     | 8      | 10   | 25    |
| 7                                  | Norwegia          | 5     | 2      | 3    | 10    |
| 8                                  | Szwecja           | 4     | 13     | 12   | 29    |
| 9                                  | Holandia          | 4     | 1      | 5    | 10    |
| 10                                 | Belgia            | 3     | 7      | 3    | 13    |
| ...                                | ...               | ...   | ...    | ...  | ...   |
| 22                                 | Polska            | 0     | 1      | 1    | 2     |
| Zobacz pełną klasyfikację medalową |                   |       |        |      |       |